# Gestión de procesos de negocio
La Gestión por Procesos (en inglés: business process management o BPM) es una disciplina de gestión compuesta de metodologías y tecnologías. Su objetivo es mejorar el desempeño (eficiencia y eficacia) y la optimización de los procesos de una organización. Esto se hace a través de la gestión de los procesos que se deben diseñar, modelar, organizar, documentar y optimizar de forma continua. Por lo tanto, puede ser descrito como un proceso de mejora continua de procesos. 
El modelo de administración por procesos se refiere al cambio operacional de la empresa, al migrar de una operación funcional a una operación administrada por procesos.
El BPM es el entendimiento, visibilidad, modelado y control de los procesos de negocio de una organización. Un proceso de negocio representa una serie discreta de actividades o pasos de tareas que pueden incluir personas, aplicativos, eventos de negocio, tareas y organizaciones.
BPM se puede relacionar con otras disciplinas de mejora de procesos como Six Sigma. Los procesos de negocio deberían estar documentados (actualizados), para ayudar a entender a la organización qué están haciendo a través de su negocio.
Durante la etapa de descubrimiento de procesos, todos se ponen relativamente de acuerdo de cómo los procesos actuales están definidos. 
El AS-IS determina el estado donde se puede usar la información para determinar dónde el proceso debería ser mejorado, para llegar a un TO-BE, describiendo el cómo debería ser el proceso.
La sola documentación del proceso no es la herramienta para que los gerentes tomen control sobre todo el proceso. BPM considera fundamental la supervisión del proceso para determinar si el proceso genera los resultados esperados en función de los objetivos del negocio. La creación y uso de métricas y KPIs, es clave para realizar un control detallado de cada proceso.
Fue a partir de la década de los 80 cuando, a raíz del modelo japonés (Sistema de producción Toyota) y de la aparición de normas internacionales de calidad principalmente, cuando se impulsó la implantación de un sistema estructural basado en la gestión por procesos. 
Los enfoques previos trataban de manera separada a los procesos, las personas y la tecnología, produciendo una brecha a veces insalvable entre las tecnologías y el negocio o giro comercial de la organización. Esta brecha al mediano/largo plazo resulta en pérdidas (millonarias en muchos casos) que las empresas deben afrontar. Una organización esta regulada por procesos, y son estos lo que hacen que la organización tenga vida, la cual podrá ser más corta o más larga, dependiendo de cómo están implementados y los fines a los que sirvan. Si una empresa conoce sus procesos, podrá entonces modelarlos, estudiarlos, medirlos, optimizarlos para satisfacer los objetivos del negocio, y eventualmente cambiarlos según evolucione la actividad, cuando aparezcan nuevas oportunidades, cuando determinada tecnología se ponga obsoleta, etc.
El sistema de gestión por procesos se caracteriza por el entendimiento, la visibilidad y el control de todos los procesos de una organización por parte de todos los participantes en cada uno de dichos procesos, todo ello con el fin de aumentar la eficiencia de la empresa y la satisfacción del cliente.

## Herramientas
Para soportar esta estrategia es necesario contar con un conjunto de herramientas que den el soporte necesario para cumplir con el ciclo de vida de BPM. Este conjunto de herramientas son llamadas Business Process Management Software (BPMS), y con ellas se construyen aplicaciones BPM. Normalmente siguen una notación común, denominada Business Process Modeling Notation (BPMN). Otras poseen una notación propia y son capaces de generar código. 

## El «Efecto silo»
Se conoce como «Efecto silo»  a una serie de problemas de comunicación y establecimiento de prioridades que se suelen dar en las empresas al pasar de una organización tradicional o funcional a una gestión por procesos. Dicho efecto se opone a un enfoque más integral y general que el de la estructura departamental, donde lo importante es el proceso en conjunto y no los intereses de cada departamento en separado. Una organización clásica o por departamentos podría representarse gráficamente como una estructura vertical y segmentada; mientras que la gestión basada en procesos sería un conjunto de  líneas horizontales y continuas.

## La línea de valor
La línea de valor es un concepto teórico que describe el modo en que se desarrollan las acciones y las actividades en una empresa. . Dicho concepto tiene una gran relevancia para la gestión basada en procesos, puesto que distingue distintos eslabones interrelacionados entre sí en todo circuito productivo. De esta forma, existirían las actividades primarias, enfocadas a la elaboración física de los productos y las acciones de apoyo, que no proporcionan valor en sí mismas, pero no por ello carecen de importancia. La gestión basada en procesos tiene en cuenta toda la línea de valor en su conjunto y de manera horizontal.

## Mitos de la automatización de procesos
La automatización de los procesos es algo que prácticamente toda empresa quiere lograr para mejorar sus operaciones, reducir costos y aumentar las ganancias. La cuestión clave que muchos olvidan, es que antes de automatizar cualquier proceso, primero se lo tiene que entender y mejorar. Bien vale recordar las palabras de Bill Gates respecto a este tema:
La primera regla de cualquier tecnología usada en una empresa es que la automatización aplicada a una operación eficiente magnificará la eficiencia. La segunda es que la automatización aplicada a una operación ineficiente magnificará la ineficiencia.
Corolario: la automatización no sirve de nada si no se arregla o mejora el proceso desde el punto de vista del negocio. Mediante BPM es más fácil comprender los procesos, por ende modelarlos, entenderlos y optimizarlos, para luego implementar una posterior automatización. Como se mencionó previamente, la visión conjunta de los procesos, las personas y la tecnología, en orden para mejorar el rendimiento de los procesos es clave para el éxito de cualquier empresa.

## Consejos para implantar un sistema de gestión basado en procesos[6]
- Contar con el compromiso de la dirección para implantar este sistema de gestión.
- Identificar los procesos que hay dentro de tu empresa y establecer conexiones entre ellos.
- Completar un mapeo de procesos que ayude a los empleados a visualizar los flujos de trabajo y la nueva estructura.
- Llevar a cabo una experiencia piloto.

### Organismos
- WFMC - Workflow Management Coalition
- Club-BPM - Centro Oficial del BPM en España y Latinoamérica
- ABPMP International - Association of Business Process Management Professionals International

### Información y noticias
- Technotes.es - Portal sobre tendencias en la gestión por procesos
- Blog de Pedro Robledo - El Libro Blanco sobre BPM y Transformación Digital
- BPMteca - Libros en Español sobre Gestión de/Por Procesos - BPM
- BPMnoticias.com (Noticias sobre BPM)
- BPM-Spain (Portal en español sobre software para Business Process Management)
- Comunidad de BPM y WorkFlow en ICTnet
- https://web.archive.org/web/20150518125206/http://bpm.webblog.es/1430967006/bpm-una-decision-de-transformacion-organizacional/

### Artículos
- La expansión del BPM en el sector financiero (Revista de Finanzas y Banca - Requiere registro gratuito)
- «Los procesos empresarios que la diskettera se llevó» (Columna de Opinión de Javier Racca. NEORIS. INFOBAE Profesional) (enlace roto disponible en Internet Archive; véase el historial, la primera versión y la última).
- A global view of main BPM competitors. Gartner. 2014
- Diferencias entre Business Process Management y Business Process Control. 2019

- Datos: Q7007379
- Multimedia: Business process management / Q7007379